# Рябиниха (Торжоцький район)
Рябиниха (рос. Рябиниха) — присілок в Торжоцькому районі Тверської області Російської Федерації.
Населення становить 1 особу. Входить до складу муніципального утворення Страшевицьке сільське поселення.

## Історія
Від 2005 року входить до складу муніципального утворення Страшевицьке сільське поселення.

## Населення
| 2010 |
| ---- |
| 1    |